# Château de Netley
Le château de Netley est un ancien fort d'artillerie construit en 1542 ou 1544 par Henri VIII dans le village de Netley, dans le Hampshire. Il fait partie du programme King's Device visant à se protéger contre les invasions de la France et du Saint-Empire romain germanique et défendait Southampton Water près du Solent. Le château comprenait un donjon central en pierre avec deux plates-formes de canon flanquantes avec une garnison de dix hommes. Il est mis hors service pendant la guerre civile anglaise et, en 1743, il est envahi par la végétation et en ruines. Au XIXe siècle, la propriété est progressivement transformée en maison privée, agrandie dans un style gothique et complétée par des tours octogonales. Entre 1939 et 1998, il est utilisé comme maison de retraite, jusqu'à ce que les coûts élevés d'entretien entraînent sa fermeture. À la suite d'une étude archéologique, il est ensuite transformé en neuf appartements résidentiels. Il est protégé en tant que bâtiment classé Grade II*.

## Histoire

### XVIe–XVIIesiècles
Le château de Netley est construit à la suite des tensions internationales entre l'Angleterre, la France et le Saint-Empire romain germanique au cours des dernières années du règne du roi Henri VIII. Traditionnellement, la Couronne avait laissé les défenses côtières aux seigneurs et aux communautés locales, ne jouant qu'un rôle modeste dans la construction et l'entretien des fortifications. Même si la France et l'Empire restent en conflit, les raids maritimes sont courants, mais une véritable invasion de l'Angleterre semble peu probable. Des défenses modestes, basées sur de simples blockhaus et des tours, existent dans le sud-ouest et le long de la côte du Sussex, avec quelques ouvrages plus impressionnants dans le nord de l'Angleterre, mais en général, les fortifications sont de taille très limitée.
En 1533, Henri rompt alors avec le pape Paul III afin d'annuler le mariage avec sa femme, Catherine d'Aragon, et se remarier. Catherine est la tante de Charles Quint, l'empereur du Saint-Empire, et il considère l'annulation comme une insulte personnelle. Cela conduit la France et l'Empire à monter une alliance contre Henri en 1538, et le pape encourage les deux pays à attaquer l'Angleterre. Une invasion de l'Angleterre parait certaine. En réponse, Henri publie un ordre, appelé «dispositif », en 1539, donnant des instructions pour la « défense du royaume en cas d'invasion » et la construction de forts le long de la côte anglaise.
Le château de Netley est construit à côté de Southampton Water, entre l'embouchure des rivières Hamble et Itchen, 250 mètres au sud-ouest des vestiges de l'abbaye de Netley. L'abbaye de Netley a été récemment dissoute par Henry et les matériaux du site sont réutilisés pour construire le château. William Paulet, plus tard marquis de Winchester, est responsable de la construction, qui a lieu en 1542 ou 1544 et Henri lui accorde divers domaines pour financer l'entretien du fort et de sa garnison. Le château prend la forme d'un donjon central avec de profondes embrasures le long des créneaux et une plate-forme de canon de chaque côté ; sa conception ressemble à celle de Château de Southsea à proximité. La garnison est initialement composée de deux soldats, six artilleurs et un porteur, sous le commandement d'un capitaine.
Il y a encore une garnison au milieu des années 1620 et le château est probablement encore en service actif au début de la guerre civile anglaise entre les partisans du roi Charles Ier et le Parlement en 1642. Le capitaine Swaley, commandant naval parlementaire, s'empare de Netley à la fin de cette année et le désarme en tant que fortification. Pendant l'Interrègne, le château est restauré, en raison des inquiétudes concernant une éventuelle invasion royaliste, mais est abandonné comme obsolète après la restauration de Charles II sur le trône. Au moment de la visite d'Alexander Pope en 1734, le château est envahi par la végétation et en ruines.

### XVIIIe–XXesiècles

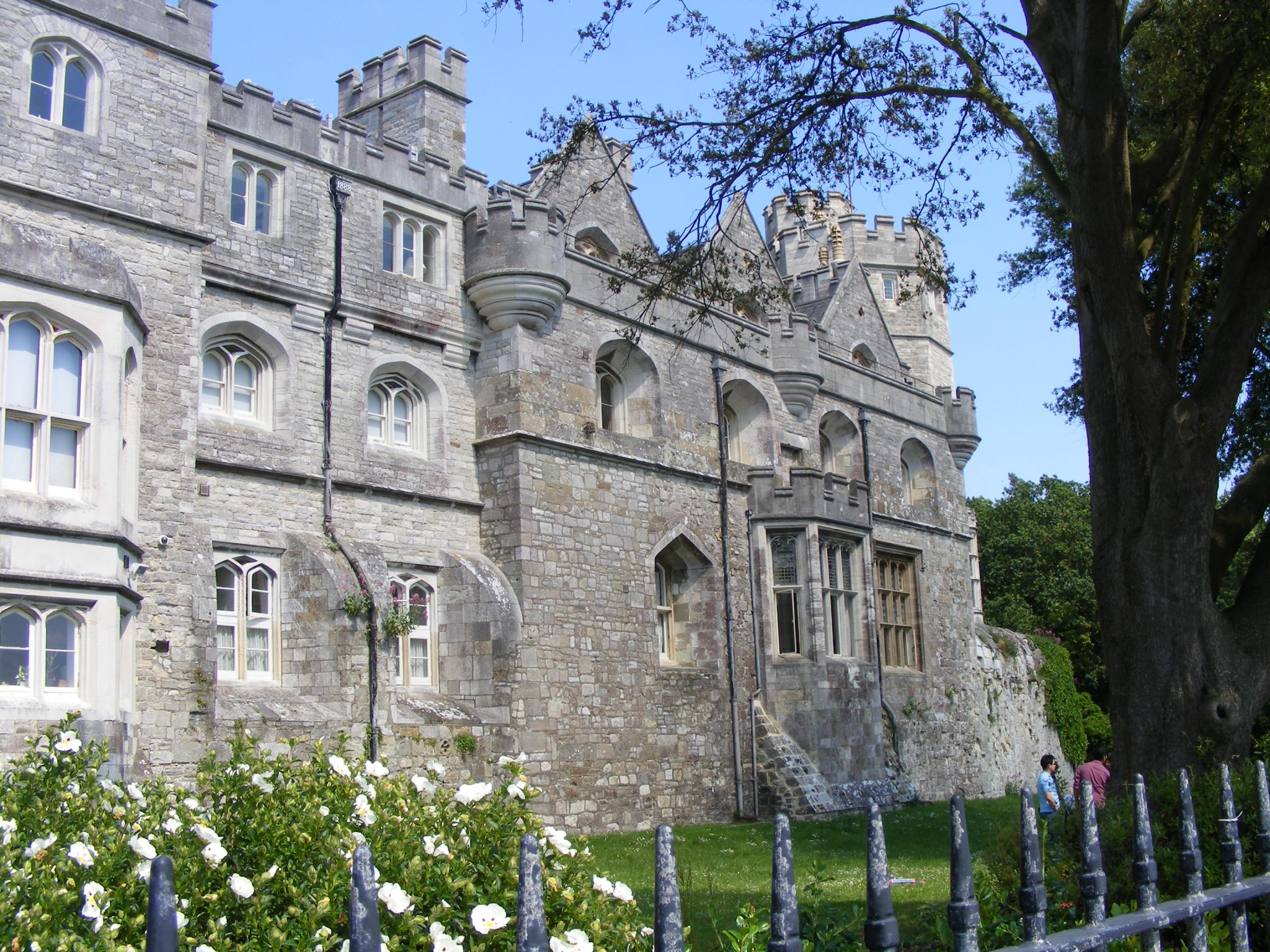
Aile nord du château en 2008

William Chamberlayne hérite du château en 1826 et construit une tour crénelée à l'extrémité sud-est de la propriété l'année suivante, inspiré par une proposition de l'antiquaire Horace Walpole de rendre le château habitable. Une description du château à cette époque suggère qu'il se dresse « au milieu d'un bosquet d'arbres, sur une petite colline près de la plage » et forme « un objet saisissant vu de l'eau ». Il est populaire auprès des artistes et Turner visite et dessine le château et sa nouvelle tour, probablement en 1832.
George Hunt loue le château en 1841 et celui-ci est transformé en maison privée sous la direction de l'architecte George Guillame. Hunt reste à Netley jusqu'en 1857, date à laquelle le château a un oriel donnant sur la mer et les créneaux sont enlevés pour permettre la construction d'un deuxième étage au bâtiment. George Sherriff loue le château entre 1868 et 1873, construisant un mur de pierre autour de la façade de la propriété.
Henry Crichton achète le château en 1881, ainsi que les jardins environnants, les vergers, l'étang et un hangar à bateaux. L'architecte John Sedding remodèle le château entre 1885 et 1890 environ, créant une maison de style gothique, en ajoutant un autre étage et une nouvelle aile. Après la mort de Crichton en 1922, sa femme reste dans la maison jusqu'à sa mort en 1936, lorsque la propriété et les terrains environnants sont vendus aux enchères.
Le conseil du comté de Middlesex achète le château en 1939 et le transforme en maison de retraite. Il passe sous le contrôle du Service national de santé en 1948 et continue à être utilisé comme maison de retraite. Son entretien s'avère coûteux et les terrains environnants ont  progressivement vendus, jusqu'à ce que le Southampton University Hospital NHS Trust décide finalement de le fermer en 1998.

### XXIesiècle
Fairmist Limited, une société de promoteurs immobiliers, achète le château de Netley en 2000 et le convertit en neuf appartements résidentiels privés, pour un coût de 1,7 million de livres sterling, au cours duquel une étude archéologique est réalisée sur la propriété. Il est protégé comme bâtiment classé Grade II*.
Le château mesure maintenant environ 62 mètres de diamètre et 13,5 mètres de hauteur, entouré de 1,54 hectares de terrain. Le château comprend trois ailes, avec le fort original du XVIe siècle incorporé au centre de la propriété. L'aile nord fait trois étages, est décorée dans un style gothique sobre et possède une tourelle octogonale sur un coin. La chaîne centrale est haute de deux étages, avec des tourelles d'angle arrondies et des créneaux. L'aile sud a deux étages de hauteur, avec des détails gothiques élaborés et une autre tour octogonale plus grande. Le château comprend un important escalier équipé d'un orgue musical et une salle de billard lambrissée. 